# Paerau
Paerau est une petite localité située à l’intérieur de la région d’Otago dans l’Île du Sud de la Nouvelle-Zélande.

## Situation
Elle est localisée dans la partie supérieure de la vallée du fleuve Taieri, au pied de la chaîne de Rock et Pillard (en).
Malgré sa position géographique tout près de la ville de Middlemarch et celle de Roxburgh, les terrains et les routes mènent principalement à Ranfurly et Patearoa, qui sont les deux communes en relation étroite d’intérêt avec celle de Paerau.

## Toponymie
Son nom signifie en langue maori : « une centaine de crêtes ».
Paerau est aussi familièrement citée comme The Styx.
Ce nom est en rapport avec la rivière Styx Creek, un petit affluent du fleuve Taieri, qui quitte le marais de Great Moss Swamp (en) (un marais en fait mal nommé, car du fait du barrage pour l’irrigation, c’est maintenant un lac).

## Accès
Le chemin de randonnée de Dunstan (en), (qui est maintenant une route par temps sec), partant de la cité de Dunedin et se dirigeant vers les champs aurifères de Central Otago, traverse la chaîne de Rock and Pillar (en) en partant de la ‘Jonction de Clark’ (près de la ville de Middlemarch) et descendant dans la vallée de « Upper Taieri », où le chemin traverse la rivière nommée ‘Styx Creek’.
Dans une allusion au Styx (la rivière bordant le monde souterrain), c’est probablement un commentaire sur la nature hostile de la frontière des champs aurifères.
C'était initialement le second arrêt de nuit en venant de Dunedin (après l’installation de ‘Junction de Clark’).
Il y avait là un ancien hôtel et une prison au niveau du ‘Styx Creek’.
Pour rester sur ce thème, l’hôtel a un coin à proximité du bar, faisant référence au coin occupé par l’homme du ferry traversant la rivière du monde souterrain .
Le site de l’hôtel est à plusieurs kilomètres à partir du site actuel de l’école de Paerau.
Le ‘Dunstan Trail’ continue à partir de Paerau, via le champ aurifère dit de « Serpentine » via le réservoir de Poolburn et permet d'atteindre éventuellement la ville d’Alexandra.

## Géographie
La ville de Paerau est localisée sur une large plaine.
Les méandres de la rivière sont extrêmement complexes, donnant lieu à de très nombreux lacs constitués à partir des bras-morts.